# Adiantum delicatulum
Adiantum delicatulum là một loài dương xỉ trong họ Pteridaceae. Loài này được Mart. mô tả khoa học đầu tiên năm 1834.